# Giorgio Rossi (Radsportler)
Giorgio Rossi (* 1. April 1948 in Rom) ist ein ehemaliger italienischer Bahnradsportler.
Giorgio Rossi war in den 1970er Jahren als Amateur-Radrennfahrer auf der Bahn aktiv, hauptsächlich in den Kurzzeitdisziplinen. Viermal belegte er bei UCI-Bahn-Weltmeisterschaften einen dritten Platz, 1973 und 1974 im Sprint und 1980 im Tandemrennen, gemeinsam mit Floriano Finamore. Bei den UCI-Bahn-Weltmeisterschaften 1975 wurde er Vize-Weltmeister im Sprint, hinter dem Franzosen Daniel Morelon. 1975 gewann er den renommierten Sprint-Klassiker Grand Prix de Paris, nachdem er 1971 schon Dritter geworden war; zweimal – 1976 und 1979 – wurde er Zweiter. In jenem Jahr siegte er auch bei den Mittelmeer-Spielen in Algier im Bahnsprint. Neben dem Sieg in Paris gewann er auch die Großen Preise von Mailand (viermal), Italien, Kopenhagen, Polen und Turin.
Zweimal startete Rossi bei Olympischen Spielen: 1972 wurde er Neunter im Tandemrennen, mit Dino Verzini, 1976 Achter im Sprint. Bei den nationalen Meisterschaften im Tandemrennen gewann er von 1973 bis 1975 den Titel mit Massimo Marino als Partner. Alle Altersklassen zusammengerechnet, gewann Rossi 41 italienische Meistertitel in verschiedenen Disziplinen des Radsports.

## Berufliches
Nach dem Ende seiner sportliche Laufbahn nahm er eine Tätigkeit in der Forstwirtschaft. auf.